# Wim Zielhuis
Willem Lambert (Wim) Zielhuis (Grave, 10 juni 1943) is een Nederlands politicus van het CDA.
Zielhuis is geboren als zoon van een predikant. Hij doorliep het Willem Lodewijk Gymnasium in Groningen en ging vervolgens naar de Vrije Universiteit Amsterdam waar hij in de zomer van 1968 afstudeerde in de rechten. Daarna begon zijn loopbaan in het lokale bestuur; zo was hij in Leeuwarden werkzaam bij de gemeentesecretarie op de afdeling Volkshuisvesting en Openbare Werken en enkele jaren later stapte hij over naar de gemeentesecretarie in Haskerland waar hij hoofd afdeling Algemene Zaken werd en ook fungeerde als loco-gemeentesecretaris. Vervolgens ging Zielhuis in Den Haag werken bij de Vereniging van Nederlandse Gemeenten op de afdeling Algemene Juridische Zaken. In 1980 werd hij gemeentesecretaris in Amersfoort wat hij bijna 13 jaar zou blijven.
In december 1992 werd Zielhuis burgemeester van de Gelderse gemeente Oldebroek. Ook na zijn 65e bleef hij daar burgemeester al had hij wel aangegeven aan het einde van zijn derde termijn van 6 jaar (1 december 2010) met pensioen te zullen gaan. Op die datum werd Hermen Overweg benoemd tot waarnemend burgemeester van de gemeente Oldebroek.